# (15876) 1996 VO38
1996 في أو 38 (ويعرف أيضًا باسم (15876) 1996 في أو 38 وفق تسمية الكوكب الصغير) (بالإنجليزية: 1996 VO38)‏ هو كويكب ضمن حزام الكويكبات؛ وترتيبه 15876 من حيث الاكتشاف.
اكتُشف هذا الجُرم الفلكي بواسطة هيروشي كانيدا في 12 نوفمبر 1996.

## وصلات خارجية
- (15876) 1996 VO38 في قاعدة بيانات مختبر الدفع النفاث لأجرام النظام الشمسي الصغيرة

- الاكتشاف · مخطط المدار ·  العناصر المدارية · المعلمات المادية

- (15876) 1996 VO38 على موقع ويكي سكاي: DSS2, SDSS, GALEX, IRAS, Hydrogen α, X-Ray, Astrophoto, Sky Map, Articles and images